# Вилхелм I (Монферат)
Вижте пояснителната страница за други личности с името Вилхелм.
Вилхелм I Монфератски (на италиански: Guglielmo Miagro del Monferrato; на немски: Wilhelm I. Markgraf von Mon(t)ferrat; fl.: 924; † пр. 933) е западнофранкски граф в Северна Италия и прародител на род Алерамичи, който дава маркграфовете на Монферат (до 1305 г.).
Той е баща на Алерам Монфератски († пр. 991), граф (comes) на Верчели, първият маркграф на Монферат и Маркграфство Западна Лигурия, и основател на род Алерамичи.